# الأزمة السياسية البولندية عام 1968
الأزمة السياسية البولندية في العام 1968، وتُعرف أيضًا في بولندا باسم مظاهرات الطلبة في مارس 1968، أو أحداث مارس، هي عبارة عن سلسلة احتجاجات رئيسية قام بها الطلاب والمثقفون لمعارضة النظام الشيوعي في جمهورية بولندا الشعبية.
أدت الأزمة إلى قمع أجهزة الأمن للإضرابات الطلابية في جميع المراكز الأكاديمية في البلاد وأفضت إلى اضطهاد الحركة البولندية المعارضة. اقترنت الاحتجاجات بموجة هجرة كبرى على إثر حملة معادية للسامية (وُسمت بمعاداة الصهيونية) شنها وزير الشؤون الداخلية، الجنرال ميتشوسلاف موجار، بضوء أخضر من الأمين العام لحزب العمال البولندي المتحد. تزامنت الاحتجاجات مع أحداث ربيع براغ في جمهورية تشيكوسلوفاكيا المجاورة -وهو ما رفع سقف طموحات النخبة الثقافية بتحقيق إصلاحات ديمقراطية. نجم عن الاضطرابات التشيكوسلوفاكية غزو حلف وارسو لتشيكوسلوفاكيا في 20 أغسطس 1968.
ابتدأت الحملة المعادية لليهود في العام 1967. نُفذت تلك السياسة بالتزامن مع قطع الاتحاد السوفييتي جميع العلاقات الدبلوماسية مع إسرائيل بعد حرب الأيام الستة، ولكنها انطوت على صراع سلطوي في صفوف الحزب الشيوعي البولندي الحاكم. أخفقت التصفيات المستتبعة ضمن الحزب الحاكم، والتي قادها ميتشوسلاف موجار وفصيله، أخفقت في إسقاط حكومة غوموكا، ولكنها أدت إلى فرار الألوف من ذوي الأصول اليهودية إلى المنفى، بمن فيهم من الحرفيين، وكبار قادة الحزب، وموظفي المخابرات. احتشد عمال المصانع في جميع أرجاء بولندا للتعبير عن رفض الصهيونية ضمن مظاهرات تأييد نُظمت بعناية. هاجر ما لا يقل عن 13000 بولندي من أصل يهودي بين الأعوام 1968 و1972 نتيجة لطردهم من وظائفهم وعلى إثر تعرّضهم لأشكال متنوعة من المضايقات.

## خلفية الأحداث
ألقت الاضطرابات السياسية في أواخر الستينيات بظلالها على الغرب وتمثلت بالمظاهرات المتزايدة في عنفها والمعارضة لحرب فييتنام، وشملت عدة أحداث للاحتجاجات والتمرد، وخصوصًا في صفوف الطلبة، واكتسحت أوروبا بأسرها في العام 1968. تجلّت الحركة في الكتلة الشرقية في أحداث ربيع براغ، الذي بدأ في الخامس من يناير في العام 1968.  شكلت موجة الاحتجاجات في تشيكوسلوفاكيا ذروة سلسلة من الأحداث الأعمّ لتحشيد المعارضة الشعبية. وفقًا لإيفان كراستيف، فإن حركة العام 1968 في أوروبا الشرقية، ضمن تشديدها على السيادة الفردية، كانت مختلفة عن مثيلتها في الكتلة الشرقية والتي انصبّ اهتمامها بصورة رئيسية على السيادة الوطنية، وتتضح هذه الثنائية في النماذج المجتمعية التي تطورت في ذينك الجزأين من القارة.
في بولندا، اتسم منتصف ستينيات القرن العشرين بأزمة متفاقمة تأتّت من إحكام الحزب الشيوعي سيطرته على الجامعات، والمجتمع الثقافي، والمثقفين بشكل عام. يُذكر من الأسماء التي لُوحق أصحابها بسبب نشاطهم السياسي في الجامعات، ياجيك كورون، وكارول موديليفسكي، وآدام ميتشنك، وباربرا تورنجيك، وغيرهم. قبل عشر سنوات من ذلك الحين، شهدت بولندا احتجاجات بوزنان في العام 1956، وأحداث أكتوبر البولندي.

## ردة الفعل على حرب العام 1967 بين العرب وإسرائيل
دفعت أحداث العام 1967 إضافة إلى حرص قادة الحزب الشيوعي البولندي إلى اقتفاء أثر سياسات الاتحاد السوفييتي إلى تغيير في العلاقة الناشئة بين جمهورية بولندا الشعبية ودولة إسرائيل. نجم عن تضافر العوامل الدولية والمحلية إلى سريان حملة كراهية في بولندا ضد الأعداء الداخليين المزعومين، والذين تبوّأ اليهود مقدمتهم في عملية الاستهداف.
مع بداية حرب الأيام الستة بين إسرائيل والعرب في 5 يونيو 1967، انعقد المكتب السياسي للحزب الشيوعي البولندي في اليوم التالي وأصدر محددات السياسة العامة، وأعلن عن شجبه «العدوان الإسرائيلي» ودعمه الكامل «للكفاح العادل للدول العربية». ذهب السكرتير العام للحزب الشيوعي فلادوسلاف غوموكا ورئيس الوزراء يوزيف سورانكيفيتش إلى موسكو في 9 يونيو لحضور مؤتمر الشرق الأوسط للزعماء الشيوعيين. جرت مشاورات الأعضاء المشاركين في جوّ قمعي. اشتملت مُخرجات المؤتمر على مواصلة حلف وارسو الدعم العسكري والمالي للدول العربية وقطع العلاقات الدبلوماسية مع إسرائيل، وهو البند الوحيد الذي رفضت رومانيا المشاركة فيه.
بدأت حملة إعلامية في بولندا ثم تبعتها مباشرة مظاهرات «مضادة للإمبريالية الإسرائيلية» في مختلف المدن وأماكن العمل. بعد عودة الوفد الحكومي إلى وارسو، وانطلاقًا من موقفه المتشائم والخائف من نشوب مواجهة نووية محتملة والمنزعج من التقارير التي تذكر تأييد العديد من اليهود البولنديين لإسرائيل، أعلن غوموكا في 19 يونيو في مؤتمر نقابات العمال أن عدوان إسرائيل قد قوبل «بالترحاب في أوساط الصهاينة من المواطنين البولنديين-اليهود». دعا غوموكا بشكل خاص «أولئك الذين يشعرون أن هاته الكلمات تمسّهم شخصيًا» بأن يهاجروا، ولكن إدوارد أوتشاب وغيره من أعضاء المكتب السياسي اعترضوا على تلك العبارة والتي حُذفت قبل نشر الخطاب. لم يدعُ غوموكا إلى تطهير وظيفي معادٍ لليهود، ولكن عجلات الحملة المسماة «معاداة الصهيونية» كانت قد بدأت بالدوران على أي حال، ودعمها أقرب رجال غوموكا، زينون كليجكو وإيغانسي لوغا-سوفينسكي. تفاقمت حملة التطهير على يدي الجنرال ميتشوسلاف موجار، وزير الشؤون الداخلية، وغيره من القادة العسكريين والمسؤولين الحكوميين الذين كانوا يتحيّنون الفرصة «لتصفية الحساب مع اليهود». قُدمت قائمة ضمت 382 اسمًا «صهيونيًا» أمام الوزارة في 28 يونيو، وبدأت عملية التطهير شيئًا فشيئًا، وطالت في البداية الجنرالات اليهود وعدة مسؤولين بارزين في القوات المسلحة البولندية.
فُصل ما يقارب الـ150 ضابطًا يهوديًا من مناصبهم بين 1967 و1968، بمن فيهم جيسلوف مانكيفيتش، آمر سلاح الجو البولندي. حاول وزير الدفاع ماريان سبوتشلاسكي الوقوف إلى جانب مانكيفيتش، وهكذا عرّض منصبه للخطر. جددت وزارة الشؤون الداخلية مقترحها بحظر المنظمات اليهودية من تلقي دعم خارجي من لجنة التوزيع الأمريكية اليهودية المشتركة. في هذه المرة، دونًا عن سابقاتها، جاءت الموافقة على المقترح سريعًا من سكرتير اللجنة المركزية للحزب الشيوعي، وواجهت أنشطة اليهود الاجتماعية والتعليمية والثقافية المنظمة في بولندا انخفاضًا شديدًا بل وتصفية ملموسة.
في العام 1967، طُرد 200 شخص من أعمالهم في الحزب، يُذكر منهم ليون كازمان، رئيس تحرير صحيفة تروبونا لودو اليومية الناطقة باسم الحزب. عُرف عن كازمان كونه عدو الجنرال موجار اللدود منذ حقبة الحرب، عندما وصل من الاتحاد السوفييتي وهبط على بولندا بالمظلة. بعد مارس 1968، وإثر منح وزارة موجار الضوء الأخضر الذي طالما سعت إليه، طُرد 40 موظفًا من قسم التحرير في دار الناشرين العلميين البولنديين. أنتجت دار النشر الحكومية هاته عدة مجلدات من الموسوعة الكونية العظمى الرسمية. اعترض موجار وآخرون في خريف العام 1967 على الطرح غير المتوازن فيما يخص قضايا الحرب العالمية الثانية، وخصوصًا تلك التي تركز على مقتلة اليهود والأعداد غير المتناسبة من اليهود الذين قُتلوا في معسكرات الإبادة النازية.
وفقًا لما ذكره الباحث البولندي فلودجيميرج روزينباوم، فإن حرب الأيام الستة «قدمت لغوموكا الفرصة «ليضرب عصفورين بحجر واحد»: فقد تمكن الآن من توظيف سياسة «معاداة الصهيونية» لتقويض جاذبية الجناح الليبرالي في الحزب؛ وتمكن الآن من طرح القضية اليهودية لإضعاف دعم الفصيل الوطني (في الحزب) وتدعيم موقعه أكثر فأكثر»، إضافة إلى تأمين المستقبل السياسي لأنصاره.
في خطاب له في 19 يونيو 1967 حذر غوموكا قائلًا: «لا نريد أن نرى منظمات تعمل طابورًا خامسًا في بلادنا». حُذفت العبارة من الخطاب المنشور، ولكنه كرر تلك العبارات وأسوأ منها في خطاباته اللاحقة، ومنها خطابه في 19 مارس 1968. في 27 يونيو 1967، وصف الأمين العام موقف رومانيا بالمخزي، وتكهن بتصنيع إسرائيل للأسلحة النووية، وتكلم بشكل عام عن العواقب الوخيمة التي ستحوق بأولئك الذين «ينقسم ولاؤهم بين موطنين». على إثر خطابات غوموكا المشحونة بالمعاداة لإسرائيل والمعاداة لليهود، بدأت الأجهزة الأمنية بعمليات تحرٍّ عن الموظفين من ذوي الأصول اليهودية والبحث عن «الصهاينة المدسوسين» في المؤسسات البولندية.